# 円束 (射影幾何学)
数学の特に射影幾何学において、円束（えんそく、英: pencil of circles）は、与えられた二つの円（基円あるいは生成円と呼ばれる）から生成される無限個の円からなる族である。初等幾何学において、典型的には「与えられた二円の交点を通る円（または直線）全体の成す族」として円束が与えられる。解析幾何学の手法によれば、生成円の方程式が与えられたとき、それらの生成する円束に属する全ての円の方程式を、生成円の方程式から知ることができる。同じ定式化のもと、生成円が必ずしも交わらなくともそれらの生成する円束を考えることができる。
一つの円束に属する全ての円は、中心が一つの直線（中心線あるいは中心軸と呼ばれる）上にある。中心軸および焦点と呼ばれる二つの特徴点や根軸によって円束の様子を知ることができる。

## 円束の方程式
与えられた二円の生成する円束の方程式は、その二円の標準形方程式の線型結合として
{\displaystyle \lambda (x^{2}+y^{2}+a_{1}x+b_{1}y+c_{1})+\mu (x^{2}+y^{2}+a_{2}x+b_{2}y+c_{2})=0}
のように与えられる。この円束に属する各円は助変数の対 (λ, μ) を決めるごとに同定される。もとの二円は、一方の助変数を = 0 と置くことによって得られ、この二円をこの円束の基円 (base circle) または生成円 (generating circle) と呼ぶ。しかし、与えられた円束の生成円の取り方は任意であり、その円束に属する相異なる任意の二円を生成円として用いることができる。両方の助変数を = 0 と置くことは、上記の方程式が自明な関係式 0 = 0 となって意味を成さない。

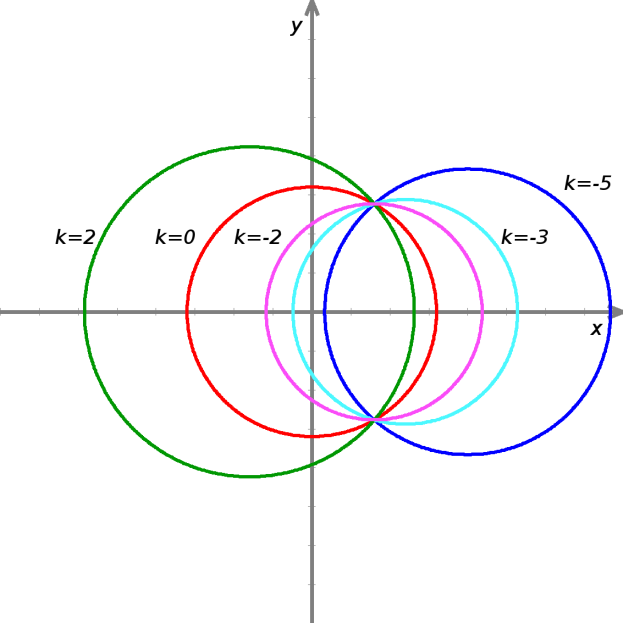
二点を共有する円束の例: 方程式 x + y + kx - (k + 4) = 0 の表す円束。

一方の助変数が常に非零であるものとするとき、円束の方程式は助変数を一つにすることができる。例えば、μ ≠ 0 の仮定のもと k = λ⁄μ と置けば、方程式は
{\displaystyle k(x^{2}+y^{2}+a_{1}x+b_{1}y+c_{1})+(x^{2}+y^{2}+a_{2}x+b_{2}y+c_{2})=0}
と書ける。しかし、この円束の方程式は μ = 0 に対応する円を表さないから、不完全である。このような性質は、端的に言えば助変数の対 (λ, μ) は射影的な助変数であると言い表される。射影幾何学の言葉で言えば、一つの助変数 k に支配される円束の方程式において μ = 0 に対応する生成円は k = ∞, すなわち無限遠点にある。
半径が r で中心が (p, q) であるような円の方程式は
{\displaystyle (x-p)^{2}+(y-q)^{2}=r^{2}}
で与えられるが、これを少し変形して標準形
{\displaystyle \alpha (x^{2}+y^{2})-2\beta x-2\gamma y+\delta =0}
の形に書くことができる。実際、α = 1, β = p, γ = q, δ = p2 + q2 − r2 と置けばよい。このとき、四つ組 (α, β, γ, δ) に対して任意のスカラー倍を行って得られる別の四つ組もまた同じ円を与えるから、この四つ組を平面上の円全てからなる空間における斉次座標と看做すことができる。同じ方程式で α = 0 の場合は直線を表すが、これは「退化した」円と考えるべきである（一般化された円も参照）。α ≠ 0 のとき、逆に解いて p = β⁄α, q = γ⁄α, r = √−δ − β2 − γ2⁄α2 とできるから円が一つ決まる。注意すべきは、最後の式で r = 0（点円、一点に退化した円）となる場合や r が純虚数となる場合（この場合、四つ組 (α, β, γ, δ) は虚円 (imaginary circle) を表すという）が起こり得ることである。
二円 (α1, β1, γ1, δ1), (α2, β2, γ2, δ2) の生成する円束は、これらのアフィン結合、すなわち四つ組
{\displaystyle z(\alpha _{1},\beta _{1},\gamma _{1},\delta _{1})+(1-z)(\alpha _{2},\beta _{2},\gamma _{2},\delta _{2})}
の表す円の（z を助変数と見た）全体の成す集合である。

互いに直交する二つの円束。赤の円束は共通の二点を通り、青の円束はその二点を分離する。

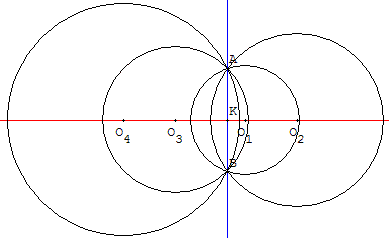
楕円型: 根軸は円の二つの交点を通る

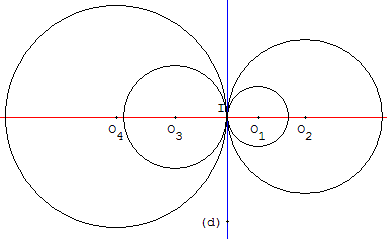
放物型: 根軸は二つの円の接点において二円にともに接する

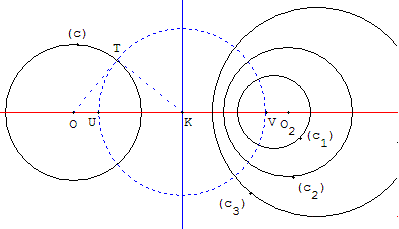
双曲型: 二つの焦点は根軸と中心軸との交点を中心とする一つの円上にある

## 円束の分類
円束は三種類に分けられる:
- 楕円型円束: (図の赤の円束) 二つの生成円がちょうど二つの点で交わる場合。このとき、交点において円束の定義方程式（生成円の方程式）は値が 0 なのだから、それらの任意の線型結合もその点において値が 0 であり、従って楕円型円束に属する任意の円はその二点を必ず通る。楕円型円束は虚円を含むことはない。
- 双曲型円束: (図の青の円束) 二つの生成円が全く交わらない場合。この場合、円束は実円も虚円も含み、また二つの点円（これをポンスレ点あるいは焦点と呼ぶ）も含む。円束が双曲型であるためには、平面上の各点がその円束に属する円のうちちょうど一つのみの上にあることが必要十分である。
- 放物型円束: 二つの生成円が一点のみで互いに接する場合。得られる円束は、全ての円が共通の一点において互いに接する実円の族となる（その共有点自身も半径 0 の退化した点円としてその円束に属する）。

一つの焦点 C のみを中心とする同心円の族も特別の場合の双曲型円束である（もう一方の焦点は複素射影直線の無限遠点にあると考える）。これと対応する楕円型円束は C を通る直線の族となるが、それら直線は無限遠点を通る半径無限大の円と解釈すべきである。

## 根軸と中心軸
同心円束、あるいは全ての直線が一致する直線束となる二つの特別の場合を除き、同じ円束に属する二つの円は根軸を共有し、属する全ての円の中心が共線となる。このような複数（三つ以上）の円の族は共軸 (coaxal, coaxial) であると言う。
- 楕円型円束は、基点（全ての円が必ず通過する二点）C, D を結ぶ直線 CD を根軸に持つ。その中心軸は、線分 CD の垂直二等分線に一致する。
- 双曲型円束のポンスレ点が C, D とすると、根軸は線分 CD の垂直二等分線で、中心軸は直線 CD に一致する。

直線束を半径無限大の円からなる円束と解釈すれば、その根軸はその直線束に再び属する直線になる。与えられた三円が、どの二つの円も根軸を共有し、かつ中心が共線となるならば、その三円は必ず共通の円束に属する。

## 注